# ドーキング・ワンダラーズFC
ドーキング・ワンダラーズFC（Dorking Wanderers Football Club）は、イングランド、サリー州ドーキングを本拠地とするサッカークラブチームである。2022-23シーズンはナショナルリーグ（5部相当）に所属する。

## 沿革
1999年に創設され、クローリー・アンド・ディストリクト・リーグからプレーを始めた。翌年にはウェストサセックスリーグ・ディビジョン４に昇格し、そこでもさら1年でに昇格を勝ち取った。2001-02シーズンでもディヴィジョン３を勝ち上がり、3年連続の昇格を勝ち取った。その後2003-04シーズン終了後にディヴィジョン1へ昇格。さらに2005-06シーズン終了後にはプレミアディヴィジョンへ昇格した。
2006-07シーズンでは昇格争いが最終節までもつれ込んだが、最終節で昇格を決めた。その結果、翌シーズンからはサセックスカウンティリーグ・ディヴィジョン3に所属することとなった。そして2010-11シーズンにはディヴィジョン2への昇格を決めた。その翌シーズンにはディヴィジョン2で3位となった。この順位は昇格には充分であったが、リーグは当初グラウンドの状態が必要な条件を満たしていないとして昇格を拒否した。しかし、クラブは全体を統括するフットボール・アソシエーションに仲裁を申し立て、同協会から派遣された調査員によりグラウンド状況が必要条件を満たしていることが認められた。昇格初年度の2012－13シーズンは苦戦し、下から3番目でシーズンを終えた。しかし2014－15シーズンには2位となり、イスミアンリーグ・ディヴィジョン1・サウスへの昇格を手にした。
イスミアンリーグでは挑戦1年目でディビジョン1・サウスの2位となったが、昇格決定プレーオフ準決勝でファバーシャム・タウンに2-1で敗れた。翌シーズンも2位で終え、プレーオフ準決勝ではヘイスティングス・ユナイテッド相手に1-1の末、PK戦で勝利した。さらに決勝でもコリンシアン・コーサルズ相手に0-0のままPK戦となり、これにも勝利して昇格を勝ち取った。2018-19シーズンでは2位に勝ち点差22をつけて圧勝し、ナショナルリーグ・サウスへの昇格を勝ち取った。
2019-20シーズンは新型コロナウイルス感染症の世界的流行により一時中断されたが、再開後はリーグ7位に位置し、プレーオフへと進んだ。そして準々決勝でバース・シティ相手に2－1で勝利したが、準決勝でウェイマスに3－2で敗れた。2020-21シーズンはナショナルリーグ所属クラブの投票によりシーズン中止、結果は無効となったが、シーズン中止時点でクラブはリーグ首位に立っていた。
また同年にはサリーシニアカップにてキングストニアンをPK戦で破り、同カップを初めて勝ち取った。2021-22シーズンはリーグ2位で終え、プレーオフ決勝でエブスフリート・ユナイテッドを3-2で破ってクラブ史上初のナショナルリーグ昇格を勝ち取った。

## タイトル

### 国内タイトル
- イスミアンリーグ・プレミアディヴィジョン：1回

2018-19
- サザンコンビネーションリーグ・ディヴィジョン3：1回

2010-11
- ウェストサセックスリーグ・プレミアディヴィジョン：1回

2006-07
- ウェストサセックスリーグ・ディヴィジョン2・ノース：1回

2003-04
- ウェストサセックスリーグ・ディヴィジョン4・ノース：1回

2000-01
- サリーシニアカップ：1回

2021-22

### 国際タイトル
- なし

## 記録
- FAカップ最高順位：予選4回戦（2021-22）
- FAトロフィー最高順位：3回戦（2019-20）
- FAヴェイス最高順位：予選2回戦（2012-13, 2013-14, 2014-15）
- 最高動員数：3,000人[8]（エブスフリート・ユナイテッド戦、ナショナルリーグ・サウス・プレーオフ決勝、2022年5月21日）

## 過去の成績
- 2014-15 サセックスカウンティリーグ・ディヴィジョン1 2位 昇格
- 2015-16 イスミアンリーグ・ディヴィジョン1・サウス 2位
- 2016-17 イスミアンリーグ・ディヴィジョン1・サウス 2位 プレーオフに勝利して昇格
- 2017-18 イスミアンリーグ・プレミアディヴィジョン 14位
- 2018-19 イスミアンリーグ・プレミアディヴィジョン 1位 昇格
- 2019-20 ナショナルリーグ・サウス 7位
- 2020-21 ナショナルリーグ・サウス 1位（シーズン途中で中止）
- 2021-22 ナショナルリーグ・サウス 2位 プレーオフに勝利して昇格
- 2022-23 ナショナルリーグ